# Wim Vansevenant
Wim Vansevenant (Diksmuide, Flandes Occidental, 23 de desembre de 1971) va ser un ciclista belga professional entre 1995 i 2008. En la seva carrera va quedar tres cops consecutius a la darrera posició del Tour de França.

## Palmarès
- 1994
  - Vencedor d'una etapa a la Volta a Renània-Palatinat
- 1996
  - Vencedor d'una etapa al Tour de Valclusa

### Resultats al Tour de França
- 2004. 140è de la classificació general
- 2005. 154è de la classificació general
- 2006. 139è de la classificació general (fanalet vermell)
- 2007. 141è de la classificació general (fanalet vermell)
- 2008. 145è de la classificació general (fanalet vermell)

### Resultats al Giro d'Itàlia
- 2000. Fora de control (18a etapa)